# Todor Zhivkov
Tódor Jrístov Zhívkov (en cirílico: Toдор Xpиcтoв Живков) (Pravets, 7 de septiembre de 1911–Sofía, 5 de agosto de 1998) fue el secretario general del Comité Central del Partido Comunista Búlgaro desde 1954 hasta 1989, presidiendo al país desde 1962 hasta 1989, primero como jefe de Gobierno (hasta 1971) y después como presidente del Consejo de Estado. Su mandato de treinta y cinco años es el segundo más largo en un Estado socialista de Europa, solo superado por el albanés Enver Hoxha.
Nacido en una familia campesina, de joven emigró a Sofía para trabajar de tipógrafo y fue allí donde asumió el marxismo-leninismo. En 1932 ingresó en el Komsomol del Partido Comunista Búlgaro (PCB), durante la Segunda Guerra Mundial militó en la resistencia contra las tropas nazis (Ejército Insurgente de Liberación Popular) y al terminar el conflicto fue jefe de policía en la capital. A partir de ahí, fue escalando puestos en la formación y se deshizo de sus adversarios por el poder. En 1945 se convirtió en miembro del Comité Central y en 1951 entró en el Politburó.
El 4 de marzo de 1954, fue elegido secretario general del PCB, convirtiéndose en el líder más joven de los países de Europa Oriental. En 1962 fue nombrado presidente del Gobierno y en 1971 pasó a ocupar la Jefatura del Estado. Además, en 1965 superó una intentona golpista de miembros del ejército afines al comunismo chino. Durante su mandato emprendió la transformación de la economía búlgara hacia la industrialización. Como líder político concentró todo el poder, no dudó en expulsar a cualquier oposición (interna y externa) para mantenerse al frente y consolidó su rol gracias a los apoyos de los presidentes soviéticos Nikita Jrushchov y Leonid Brézhnev. Su régimen se identificó por ser el ideológicamente más afín a Moscú, razón por la que recibió la condecoración de héroe de la Unión Soviética en 1977.
A finales de la década de 1980, el autócrata se vio debilitado por la falta de continuidad y eficacia en la reformas políticas y económicas, así como por la crisis de los estados socialistas previa a la caída del Muro de Berlín. El 10 de noviembre de 1989 fue forzado a dimitir por la dirección comunista búlgara y poco después fue expulsado del PCB. En enero de 1990 fue detenido por malversación de fondos, y aunque años después quedó libre de esa acusación, continuó en arresto domiciliario por delitos contra los derechos humanos. Murió en 1998, víctima de una neumonía.
Tras su caída, Bulgaria inició una transición hacia un Estado democrático y pluripartidista, consolidado con las elecciones de junio de 1990.

## Biografía

### Orígenes
Nació en una familia campesina pobre de Pravets y cuando era joven emigró a Sofía para buscar trabajo, siendo aceptado en una escuela secundaria de artes gráficas y tipografía. Asumió las tesis marxistas al afiliarse en 1930 a la Liga Juvenil Comunista Búlgara y dos años después se unió al Komsomol, la organización juvenil del Partido Comunista Búlgaro (PCB). Cuando Bulgaria se alió con las fuerzas del Eje durante la Segunda Guerra Mundial, Zhívkov estuvo en la resistencia y participó en los ataques contra las tropas alemanas en la revolución del 9 de septiembre de 1944. La monarquía fue reemplazada en 1946 por un régimen de corte socialista, la República Popular de Bulgaria, y el PCB de Georgi Dimitrov se convirtió en la única fuerza dominante.
Se considera que desempeñó un rol relevante en la eliminación de la oposición política desde la jefatura de policía de Sofía, llamada "Milicia Popular" bajo su mando. Seis meses después, en 1945, ingresó en el Comité Central del PCB. En aquella época apoyó un gobierno prosoviético para el país y fue un convencido defensor del estalinismo, lo que le permitió ascender posiciones en el organigrama. De hecho, participó en el interrogatorio contra Traicho Kostov, miembro histórico del partido y perteneciente al ala nacionalista, en su juicio por traición celebrado en 1949.
En 1951, ingresó en el Politburó, liderado por el también estalinista Vulko Chervénkov.

### Ascenso al poder
La muerte de Iósif Stalin motivó cambios en el comunismo búlgaro. En 1954, Tódor Zhívkov asumió la Secretaría General del PCB, mientras que Chervénkov fue relegado pero se mantuvo de primer ministro. En aquella época se interpretó como un movimiento de Chervénkov para mantenerse en el poder, pues Zhívkov era una figura poco conocida dentro del partido. Siete semanas después de que Nikita Jrushchov hiciese su "discurso secreto" de 1956 para denunciar los crímenes de Stalin, el Comité Central Búlgaro aprobó una nueva línea de gobierno jruschevista. Así, depuso a su antecesor y nombró nuevo primer ministro a Anton Yugov, miembro del servicio de seguridad búlgaro (Darzhavna Sigurnost).
Fue siempre fiel a los postulados de Moscú, primero con Jrushchov y después con Leonid Brézhnev, hecho por el que se lo condecoró como Héroe de la Unión Soviética el 31 de mayo de 1977. En lo que respecta a la disidencia, fue reprimida con dureza y centenares de opositores acabaron en prisión, mientras que otros (como el dramaturgo Georgi Markov) se escaparon al extranjero, no sin dificultad.
Tras tomar el control de todos los órganos de poder búlgaros, el 19 de noviembre de 1962 compaginó la Secretaría General con la jefatura de Gobierno, expulsando antes a Antón Yúgov bajo acusaciones de traición. De este modo, acaparó el control político y el gubernamental. Esta serie de medidas motivó que militares de alto rango y líderes partisanos como el general Ivan Todorov-Gorunia, contrarios a las políticas revisionistas, organizasen un golpe de Estado para instaurar un régimen socialista más cercano a las tesis maoístas. Los servicios secretos lo desarticularon con ayuda del KGB y detectaron a los conspiradores. Poco después, el 12 de abril de 1965, se celebró un juicio en el que la mayoría fueron condenados. De haberse producido hubiera sido el primer golpe de Estado de la historia en un país comunista.
La aprobación de una nueva Constitución en 1971 consolidó su poder con la Presidencia del Consejo de Estado, un cargo de nueva creación por encima de la jefatura de Gobierno, cedida a Stanko Todorov. Aunque se mantuvo siempre fiel a los postulados de Moscú, desarrolló posiciones más liberales en lo económico y permitió tímidas reformas de mercado. El país emprendió en la década de 1960 su transformación de una economía agraria a otra industrial, que motivó a su vez un masivo plan de urbanización, y en los años 1980 se aprobaron nuevas medidas para mejorar la economía, con suerte dispar.
Igual que otros líderes de países socialistas, Zhívkov convirtió a su lugar de nacimiento, Pravets, en una ciudad modelo. Además de comunicarla con la capital a través de una autopista de cuatro carriles, convirtió la casa donde nació en un museo y estableció una fábrica de computadores búlgaros, llamados Pravetz, que se convirtieron en el primer ordenador personal del país.

### Caída

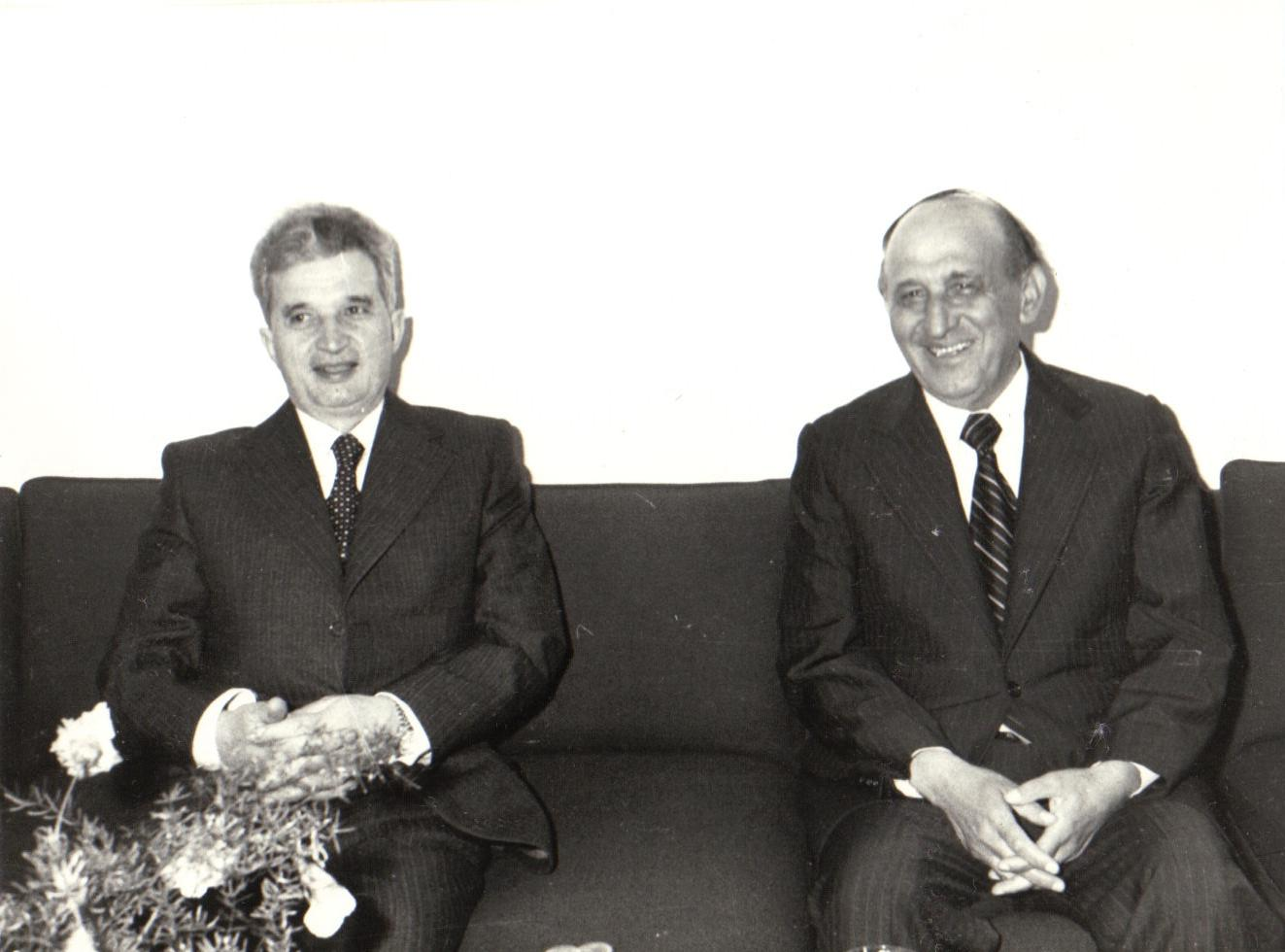
Nicolae Ceaușescu, presidente de Rumanía desde 1967 hasta 1989, junto a Tódor Zhívkov.

En sus últimos años de gobierno inició una campaña para asimilar por la fuerza a la minoría turca. Las manifestaciones de esa comunidad contra esas medidas fueron reprimidas con dureza, saldándose incluso con muertos, y se estima que 300.000 turcos abandonaron el país por la fuerza, hecho condenado por la comunidad internacional. Otro problema fueron las críticas a la falta de continuidad en sus reformas económicas y políticas, que procedían tanto de los países occidentales como de su tradicional aliado, la URSS. Zhívkov hizo llamamientos en favor a la perestroika para tratar de acallarlas. Pero no gozaba de la simpatía del mandatario soviético Mijaíl Gorbachov y este hecho, junto al debilitamiento de los regímenes socialistas a finales de la década de 1980, supuso el principio del fin de su carrera política.
La gota que colmó el vaso fueron las disputas en el seno del PCB. Zhívkov aseguró su reelección sin fisuras al frente de la presidencia en dos ocasiones, y no dudó en cesar como miembro del comité a cualquier cargo que se presentase como alternativa política e incluso generacional. El responsable de Asuntos Exteriores Petar Mladenov (cercano a Gorbachov) organizó un encuentro de la Organización para la Seguridad y la Cooperación en Europa e invitó a miembros de la organización ecologista Ecoglasnost, considerados disidentes por el régimen. La dura represión contra sus miembros en los días posteriores provocó que el primer ministro Georgi Atanasov y Mladenov convencieran al ministro de Defensa y hombre próximo al presidente, Dobri Dzhurov, para que le invitara a marcharse.
El 9 de noviembre de 1989, un día antes de la reunión del Politburó, Dzhurov le pidió en privado que abandonase la presidencia y además informó que la mayoría del comité ejecutivo votaría su salida. Y pese a que Zhívkov trató de impedirlo, no tuvo tiempo para reunir apoyos y dimitió a los 78 años, oficialmente por motivos de salud y edad. Así mismo, el PCB le agradeció "los servicios privados" por los 35 años que estuvo al frente de la formación. Fue sustituido por Petar Mladenov, quien el 11 de diciembre anunció que se convocarían elecciones libres antes de junio del año siguiente.
Aunque su caída no supuso el final del comunismo en Bulgaria, fue un punto de inflexión para la transición a un estado democrático, en sintonía con el resto de Europa del Este tras la caída del Muro de Berlín. Dos días después del anuncio de elecciones, Zhívkov y su hijo fueron expulsados del Partido Comunista Búlgaro y se les retiró cualquier reconocimiento pasado.

### Últimos años
En enero de 1990, fue arrestado bajo acusaciones de corrupción y nepotismo, y dos años más tarde fue condenado a siete años de prisión por desvío de capitales públicos. No pisó la cárcel por su estado de salud y su avanzada edad, pero cumplió la pena bajo arresto domiciliario. En febrero de 1996 el Tribunal Supremo de Bulgaria le absolvió de los cargos de malversación, aunque permaneció bajo acusación por violación de los derechos humanos.
Su figura quedó relegada al ostracismo en los primeros años democráticos, pero el empeoramiento de la economía sirvió para que fuese recordado por algunos nostálgicos de la era comunista e incluso por su antigua formación política. De hecho, en 1998 el Partido Socialista Búlgaro (sucesor democrático del PCB) le readmitió en sus filas como reconocimiento.
Tódor Zhívkov falleció el 5 de agosto de 1998, con 86 años, víctima de una neumonía.

## Políticas
En sus 35 años al frente de la Secretaría General del PCB, a la que llegó en 1954, Zhívkov se caracterizó por la concentración máxima del poder, tanto económico como político, hasta tal punto que era difícil separar al Gobierno del partido. Asumió la presidencia del Consejo de Ministros (cargo equivalente al de primer ministro) en 1962 y posteriormente ocupó la jefatura del Estado, reforzada con la creación en 1971 del cargo de presidente del Consejo del Estado Búlgaro (equivalente a la presidencia).

### Economía
La República Popular de Bulgaria asumió una economía planificada a través de planes quinquenales y los medios de producción eran de propiedad estatal o cooperativa, gestionados a través del Estado y con financiación y ayudas de la Unión Soviética. Cuando Zhívkov llegó al poder, los indicadores reflejaban que se había alcanzado el nivel de vida previo al estallido de la Segunda Guerra Mundial. Los salarios reales crecieron un 75%; había aumentado el consumo de frutas, verduras y carne; se estableció un sistema sanitario accesible y en 1957 los empleados de las granjas colectivas se beneficiaron del primer fondo de pensiones agrícolas en Europa del Este.
En 1959, el PCB tomó prestado el concepto chino de Gran Salto Adelante y lo aplicó en el tercer plan quinquenal (1958-1962), cuyo planteamiento inicial era más conservador. El nuevo objetivo fue duplicar la producción industrial y triplicar la producción agrícola en el plazo marcado. Para ello hubo una nueva colectivización del campo, fuertes inversiones en industria ligera y desarrollo del comercio exterior, en los que se involucró a toda la población a través de propaganda y metas a cumplir. En la práctica no se alcanzaron los objetivos, pero supuso la transformación de una economía rural a otra industrial; se estima que más de 678.000 campesinos, un 20% de la fuerza de trabajo, pasaron a desempeñar empleos en el nuevo sector.
Otra medida importante fue el "Nuevo Sistema de Administración" desarrollado entre 1964 y 1968, que otorgaba mayor libertad a los centros de producción en la toma de decisiones y permitía acuerdos con el exterior. No obstante, su alcance fue muy limitado porque el Estado y la burocracia seguían jugando un rol principal. Según datos del Gobierno de la época, la renta nacional en 1972 fue siete veces superior a la de 1939, el 70% de la misma se destinaba al consumo y los recursos procedían en su mayoría de la industria (51%) y de la agricultura (22,2%). Además se empezó a invertir en turismo, investigación científica y tecnológica. Si bien la economía búlgara se mostró muy estable en ese tiempo, tenía los mismos defectos que otros países del bloque oriental: la mayoría de sus acuerdos comerciales eran con la Unión Soviética y hubo exceso de producción en algunos sectores.
Los planes quinquenales funcionaron hasta la década de 1970. La deuda externa aumentó a causa de la industrialización acelerada, y la decisión de exportar buena parte de la producción agrícola e industrial para paliarla provocó un escenario de economía de penuria. Además, muchos sectores no podían acceder a los avances tecnológicos de Europa Occidental por falta de dinero. El Gobierno de Zhívkov aprobó en 1981 el "Nuevo Modelo Económico", un paquete de medidas reformistas con la intención de mejorar la distribución de bienes de consumo en el país. Sin embargo, se probó insuficiente: el producto nacional bruto creció solo un 2,9% entre 1981 y 1982, uno de los niveles más bajos desde el final de la guerra. Los problemas se agravaron a partir de 1984 con fallos en el suministro eléctrico porque la sequía redujo la capacidad de las plantas hidroeléctricas (construidas en tiempos de Chervénkov) y la central nuclear de Kozloduy demostró ser poco fiable.
Bulgaria experimentó importantes avances en investigación científica. El 10 de abril de 1979 lanzó a su primer astronauta, Georgi Ivanov, gracias al programa soviético Intercosmos. Y a nivel tecnológico, suministraba el 70% de todos los productos electrónicos en el bloque comunista como calculadoras electrónicas (ELKA), relojes digitales (Elektrónika) y ordenadores personales (Pravetz). El otro puntal era el turismo: las playas de la Costa búlgara del mar Negro se convirtieron en un atractivo nacional.
En 1985, Mijaíl Gorbachov pidió en visita oficial nuevas reformas para convertir a Bulgaria en un país competitivo, por lo que Zhívkov desarrolló una versión propia de la perestroika, más conservadora que la original. En enero de 1989 el partido publicó el Decreto Número 56, en el que se permitía la creación de cuatro tipos de empresas, entre otras medidas liberalizadoras. Además, las personas ajenas al estado podían contratar hasta diez empleados de forma indefinida y un número ilimitado con carácter temporal. Las cifras oficiales reflejaron un crecimiento en ese periodo pero las reformas no supusieron un cambio real de las condiciones económicas, así que el descontento entre la población se incrementó.

### Social

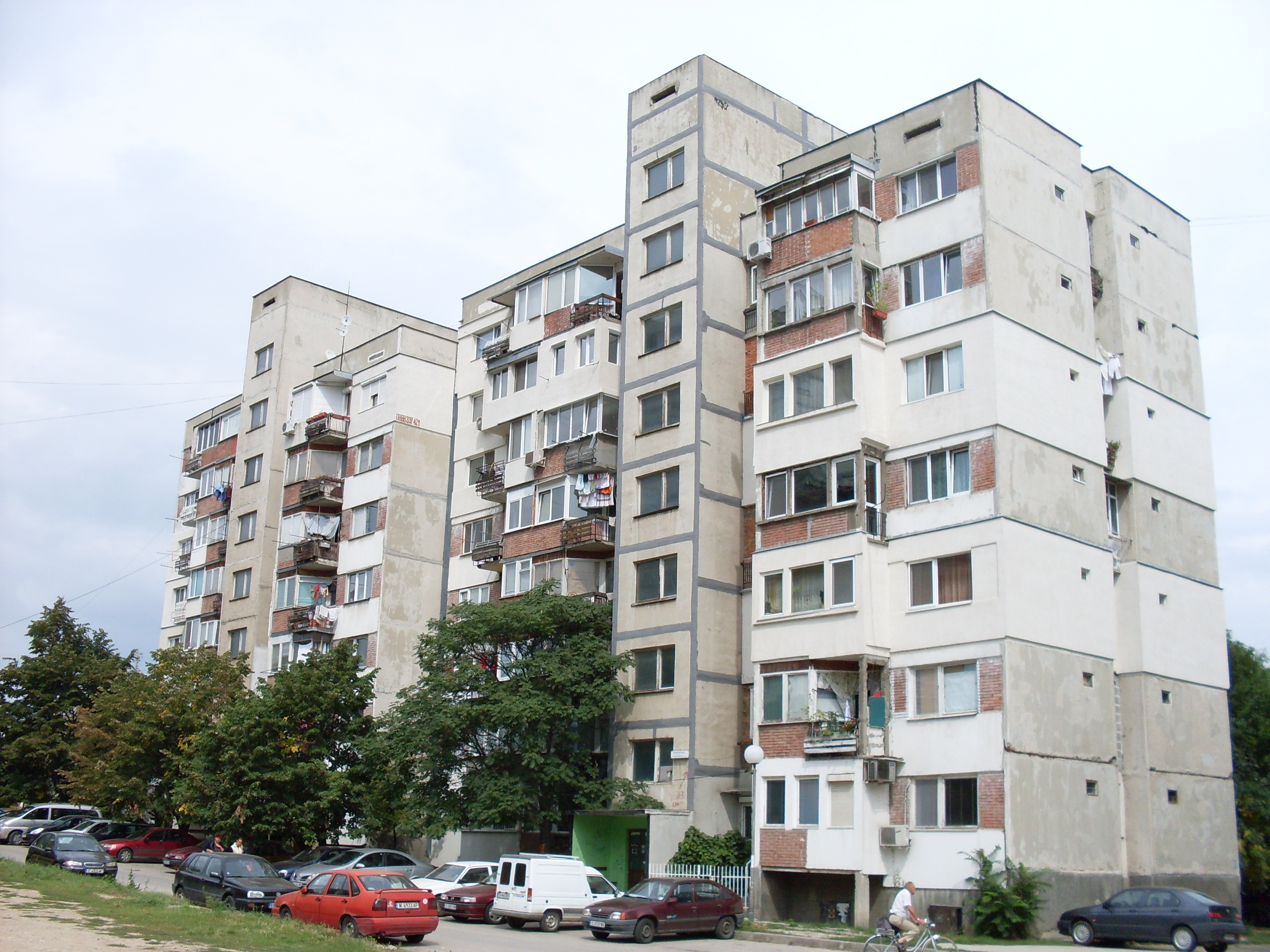
Edificio prefabricado de viviendas en Sofía, la capital del país.

En la segunda mitad del siglo XX, Bulgaria desempeñó medidas para mejorar las condiciones de la sociedad. La esperanza de vida aumentó hasta los 68 años en los hombres y a los 74 en las mujeres. El mayor logro se consiguió en la reducción de la tasa de mortalidad infantil, que pasó de 139 por cada 1000 niños en 1939 a un 14 por 1000 en 1990, la más baja en Europa del Este. El nivel de vida era considerablemente mejor en las ciudades que en los pueblos y regiones rurales. Los ingresos reales de la agricultura y de la industria se incrementaron durante su mandato y el índice de desigualdad se rebajó a niveles europeos en la década de 1970, aunque repuntó cuando la economía nacional se estancó.
Zhívkov llevó a cabo un acelerado proceso de urbanización que coincidió con el desarrollismo industrial, ya que la gente del campo emigró a las ciudades. La vivienda estaba garantizada por el Estado y el hogar medio tenía unas medidas de 65 metros cuadrados, con dos a tres habitaciones. En muchos casos se siguió un modelo de edificios prefabricados y bloques de apartamentos para ir más rápido. Sin embargo, los planes quinquenales no pudieron satisfacer las necesidades de la ciudadanía y había listas de espera para adquirir vivienda.
Sofía vio duplicada su población respecto al final de la guerra y superó el millón de habitantes en 1975, así que era la zona con más demanda; hasta diez años de espera en el peor de los casos. La afluencia de trabajadores de otras partes del país se hizo tan intensa que fue impuesta una política de restricción. Residir en la capital era sólo posible si se obtenía un certificado de ciudadanía.
En cuanto a la educación, permaneció sin demasiados cambios respecto al inicio de la era comunista y se seguía un ideario marxista. En 1979 se impulsó una reforma de la educación superior por la que se crearon las "Escuelas Politécnicas Secundarias Unificadas" (ESPU, en sus siglas en búlgaro), donde los alumnos recibirían un temario técnico común en vez de los antiguos programas especializados. El plan no se pudo implementar bien porque había que adaptar por completo todos los programas de enseñanza, así que en 1985 se recuperó el sistema anterior.
En lo que respecta a la sanidad, en 1988 había 27.750 médicos en todo el país y 257 hospitales generales. Las principales causas de mortandad eran enfermedades cardiovasculares, respiratorias y cáncer.
A finales de la década de 1980, Zhívkov desarrolló medidas para asimilar a la fuerza a las minorías nacionales, especialmente la comunidad turca. Muchos ciudadanos de ese origen fueron obligados a adoptar apellidos búlgaros y se prohibió el uso de su lengua. Se estima que 300.000 turcos abandonaron el país por la fuerza, hecho condenado por la comunidad internacional.

### Relaciones internacionales

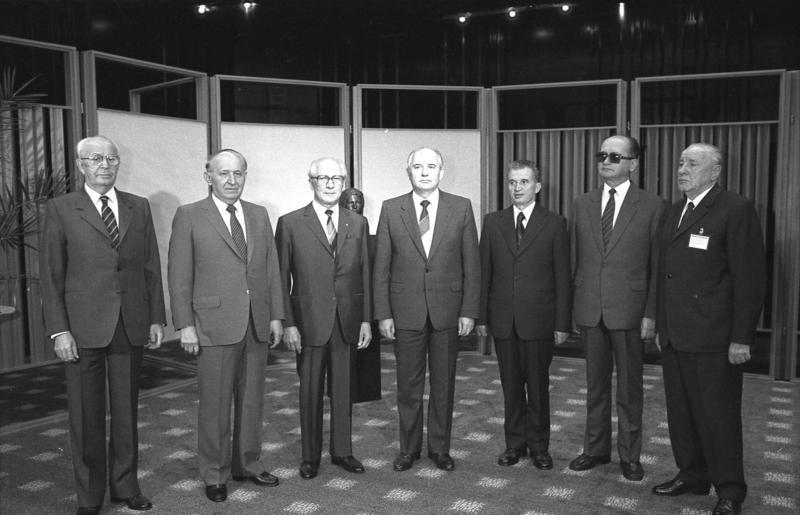
Reunión de los principales dirigentes comunistas de Europa del Este en Berlín en 1987. De izquierda a derecha Gustáv Husák, Tódor Zhívkov, Erich Honecker, Mijaíl Gorbachov, Nicolae Ceausescu, Wojciech Jaruzelski y János Kádár.

Zhívkov fue un fiel aliado de la Unión Soviética y apoyó a sus mandatarios. Al principio de su carrera era estalinista, después fue favorable a Nikita Jrushchov y sus políticas de desestalinización y luego mantuvo una estrecha relación con Leonid Brézhnev, al que apoyó en la invasión de Checoslovaquia de 1968. Aguantó los sucesivos cambios en la cúpula soviética hasta la llegada de Mijaíl Gorbachov, quien terminó forzando su salida en 1989 al apoyar a Petar Mladenov.
Bulgaria no solo mantuvo relaciones diplomáticas con estados de corte socialista, sino que pudo desarrollarlas con otras naciones de los Balcanes. En 1964 selló un acuerdo con Grecia que puso fin al desencuentro producido por el ingreso helénico en la OTAN y que normalizó la relación entre ambos países. El entendimiento con el bloque occidental mejoró a partir de la década de 1970 y sirvió para atraer a inversores europeos, aunque se enfrío años después por el apoyo de Zhívkov a la invasión soviética de Afganistán. Las principales tensiones ocurrieron con sus vecinos: Turquía, especialmente tras la represión a la minoría turca que terminó con más de 300.000 refugiados, y Yugoslavia, a raíz del conflicto en Macedonia.
Otro aspecto destacado fueron las relaciones con estados del Tercer Mundo, siguiendo el ejemplo de la URSS, que se vendieron como un gesto de hermandad con las "víctimas del imperialismo de Occidente". Se desarrollaron planes de intercambio con países amigos y muchos estudiantes, técnicos y personal médico pudieron viajar a África, Asia y América Latina a partir de los años 1960. De hecho, era una de las pocas oportunidades de salir al extranjero que tenían los ciudadanos búlgaros, pues sus viajes estaban restringidos al bloque comunista. Además, Bulgaria dio apoyo militar a organizaciones guerrilleras insurgentes de corte comunista a través de la venta de armas y toda clase de apoyo logístico, llegando incluso a conflictos diplomáticos con Sudán y Egipto.

## Familia y vida privada
Tódor Zhívkov estuvo casado con Mara Maléeva-Zhívkova (1911-1971), licenciada en Medicina. Tuvieron dos hijos, ambos con cargos en el partido:
- Lyudmila Zhívkova (1942-1981)
- Vladímir Zhívkov (1952)

## Controversia

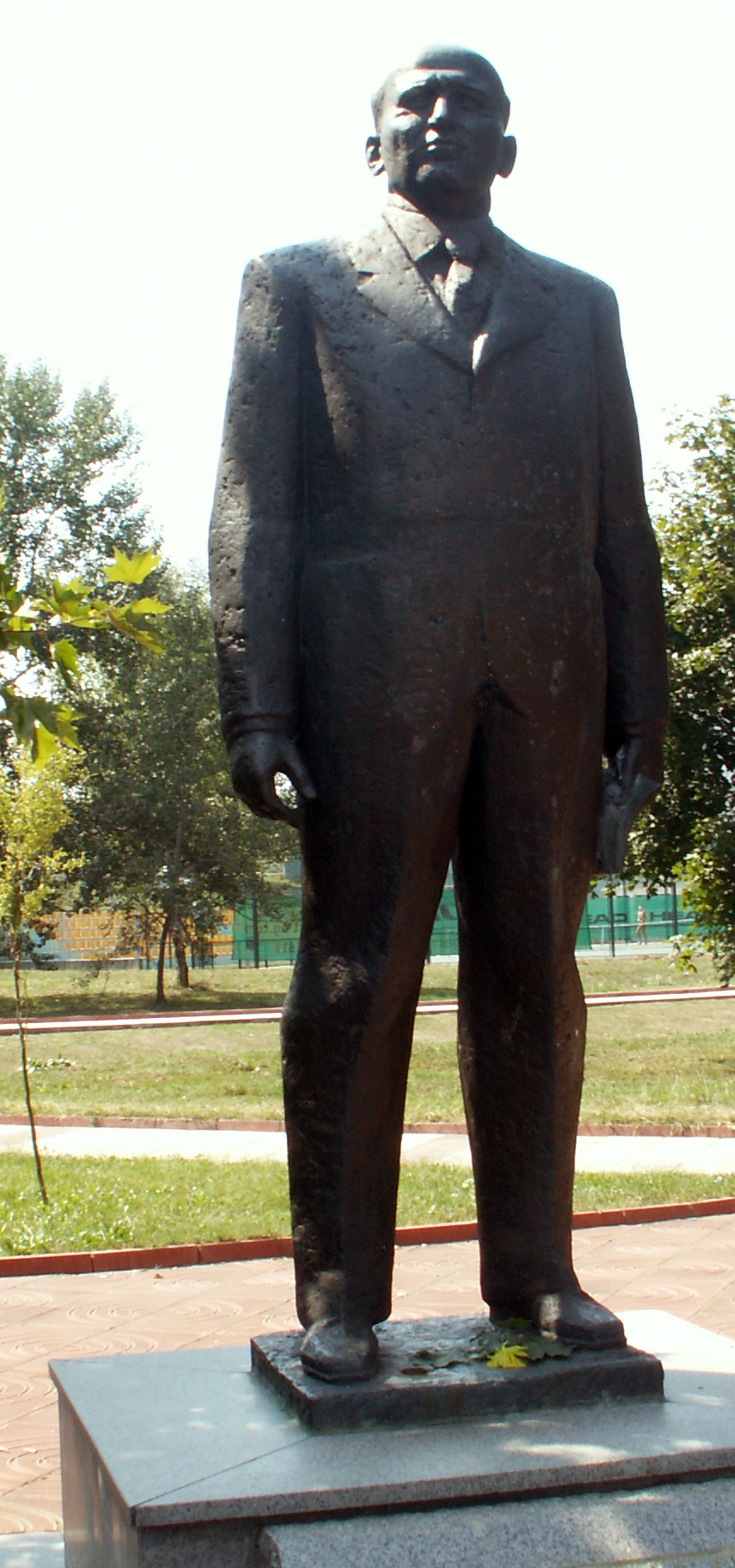
Memorial de Tódor Zhívkov en Pravets, su ciudad natal.

La figura de Zhívkov es controvertida por ser uno de los dirigentes más destacados de la República Popular de Bulgaria. En 1990 fue depuesto de todos sus cargos, pasó al ostracismo y después fue condenado a siete años de cárcel por malversación de fondos, aunque fue absuelto de ese delito en 1996.
Durante su mandato se caracterizó por castigar la disidencia y exigir lealtad incondicional, como en una dictadura. Los servicios secretos (Darzhavna Sigurnost) se encargaban de vigiliar y reprimir cualquier oposición al régimen, así que los disidentes permanecieron en la sombra hasta finales de la década de 1980. Muchos intelectuales censurados tuvieron que exiliarse en Occidente, a pesar de las dificultades para viajar, y allí también fueron perseguidos. En 1978, el dramaturgo Georgi Markov fue asesinado en Londres por un agente que le pinchó la pantorrilla con la punta de un paraguas, cubierta de venenosa ricina. Sin embargo, fue particularmente intolerante con la disidencia interna en el PCB; trató de asegurarse siempre su reelección por abrumadora mayoría y cuando tomó las riendas de la Secretaría General expulsó a cualquier voz discordante.
Fue acusado también de nepotismo por querer impulsar las carreras políticas de sus familiares. Su hija Lyudmila Zhívkova fue quien llegó más lejos; ingresó en el Comité de Arte y Cultura en 1972 y ejerció la presidencia (cargo equivalente a un ministerio) desde 1975 hasta su muerte en 1981 por un tumor cerebral. Y el otro hijo, Vladímir Zhívkov, fue miembro destacado del PCB. El yerno Iván Slavkov asumió primero la dirección de la Televisión Nacional de Bulgaria y después fue presidente del Comité Olímpico de Bulgaria, cargo que mantuvo hasta su expulsión en 2005 por un caso de corrupción. Los miembros de la nomenklatura tenían privilegios respecto al resto de la población, como viajar al extranjero con libertad y comprar con divisas fuertes en los negocios de la cadena Corecom.

## Condecoraciones

### En Bulgaria
- Héroe de la República Popular de Bulgaria (1971, 1981)[31]
- Héroe del Trabajo Socialista (1961)[31]
- Orden de Georgi Dimitrov (1961, 1971, 1981)[31]
- Premio Dimitrov (1976)[31]
- Orden "13 Siglos" (1981)[31]

### De otros Estados y organizaciones
- Héroe de la Unión Soviética (1977)[31]
- Orden de Lenin (1971, 1981, 1986)[31]
- Orden de Sukhbaatar (1980, Mongolia)
- Gran collar de la Orden del Infante Don Enrique (1979, Portugal)[32]
- Orden Nacional José Martí (1979, Cuba)[33]
- Orden Playa Girón
- Orden de Klement Gottwald (1981, Checoslovaquia)[31]
- Orden del León Blanco (Checoslovaquia)
- 3 Orden de Karl Marx (República Democrática Alemana)
- Gran Estrella de Orden de la Estrella Yugoslava
- Collar de Orden Mexicana del Águila Azteca
- Collar de Orden del Crisantemo (Japón)
- Orden Olímpica (1987, Comité Olímpico Internacional)[34]